# Fernando Santos
Fernando Manuel Fernandes da Costa Santos, meglio noto come Fernando Santos (Lisbona, 10 ottobre 1954), è un allenatore di calcio ed ex calciatore portoghese, di ruolo difensore, commissario tecnico della nazionale azera.
Nella sua lunga carriera ha guidato le nazionali maggiori di Grecia, Portogallo e Polonia. Alla guida della nazionale lusitana ha vinto il campionato d'Europa 2016, battendo in finale la Francia padrona di casa, e la UEFA Nations League 2018-2019, superando in finale i Paesi Bassi.

## Biografia
Si è laureato in ingegneria elettrotecnica all'Instituto Politécnico de Lisboa nel 1977 ed è stato direttore d'albergo.

## Caratteristiche tecniche

### Allenatore
Di Fernando Santos è stata elogiata la capacità di creare dei gruppi coesi e di forgiare lo spirito di gruppo. Ha sempre dimostrato grandi capacità nella gestione dello spogliatoio e nella comunicazione con i propri calciatori.

## Carriera

### Giocatore
Nativo di Lisbona, all'età di 16 anni entrò nel settore giovanile del Benfica, ma esordì tra i professionisti nelle file dell'Estoril Praia, la cui maglia vestì nelle tre categorie principali del campionato portoghese di calcio. Ingaggiato dal club nel 1973, esordì in Primeira Liga il 7 settembre 1975, giocando l'intera partita vinta dall'Estoril per 2-0 in casa contro il Farense. Chiuse l'annata 1975-1976 con 13 presenze, contribuendo all'ottavo posto finale della propria squadra. Il suo primo gol in massima serie risale alla stagione 1978-1979, annata in cui saltò una sola partita di campionato e in cui l'Estoril chiuse all'undicesimo posto.
Trasferitosi nel 1979 al Marítimo, giocò da titolare anche in questa compagine per una stagione, poi fece ritorno all'Estoril, nelle cui file rimase per altri otto anni, di cui cinque in Segunda Liga. Si ritirò dall'attività agonistica all'età di 33 anni, nel 1987.

### Allenatore

#### Gli inizi
Intraprese la carriera di allenatore nella stagione agonistica 1987-1988 nelle vesti di assistente del tecnico dell'Estoril Praia, compagine cui aveva legato il proprio nome da calciatore. Nell'annata successiva assunse le redini della prima squadra, che conservò fino al 1993-1994, stagione al termine della quale fu sostituito da Carlos Manuel.
Ingaggiato dall'Estrela Amadora, si mise in luce nel quadriennio alla guida della squadra e si guadagnò le attenzioni del Porto, che gli affidò la panchina nel 1998-1999, anno in cui vinse il titolo portoghese. Rimase al Porto sino al 2001, vincendo due Supercoppe e due coppe portoghesi. 

#### AEK Atene e Panathinaikos
Andò poi ad allenare l'AEK Atene, dove vinse la Coppa di Grecia 2001-2002 contro l'Olympiacos e inoltre arrivó al secondo posto nel 2001-2002 in campionato. A causa delle difficoltà economiche del club, che cedette i suoi migliori giocatori, nel 2002 Santos si accasò al Panathīnaïkos. L'esperienza alla guida dei verdi durò poco: verso la metà della stagione 2002-2003 il portoghese si dimise per ragioni personali.

#### Sporting Lisbona e ritorno all'AEK Atene
Nel 2003-2004 divenne l'allenatore dello Sporting Lisbona, che condusse al terzo posto. Tornato sulla panchina dell'AEK Atene, presieduto allora da Nikolaidis, vi rimase dal 2004 al 2006, riuscendo a ottenere la qualificazione alla UEFA Champions League.

#### Benfica e PAOK Salonicco
Nel 2006 fu assunto dal Benfica, la squadra che lo aveva visto nascere come calciatore e di cui era tifoso e socio. Divenne così il primo portoghese ad allenare le tre grandi squadre di calcio del Portogallo. Con il Benfica adottò un 4-4-2 a rombo e ottenne il terzo posto, ma il 20 agosto 2007, all'inizio della nuova stagione, fu esonerato dopo un pareggio contro il Leixões e sostituito da José Antonio Camacho.
Il 3 settembre 2007 approdò sulla panchina del PAOK, che allenò per tre anni.

#### Commissario tecnico della Grecia
Il 1º luglio 2010 diventò il commissario tecnico della Grecia, subentrando al tedesco Otto Rehhagel, il CT più vittorioso di sempre nella storia della squadra ellenica (che sotto la sua guida aveva conseguito uno storico trionfo al campionato europeo del 2004). Ottenuta la qualificazione al campionato d'Europa 2012, nella fase finale dell'europeo superò la fase a gironi e fu eliminato ai quarti di finale dalla Germania, che batté i greci, che pure erano riusciti a pareggiare momentaneamente per 1-1, per 4-2. Santos guidò poi gli ellenici alla qualificazione al campionato del mondo 2014, dove la Grecia fu eliminata agli ottavi di finale dopo i tiri di rigore dalla Costa Rica.

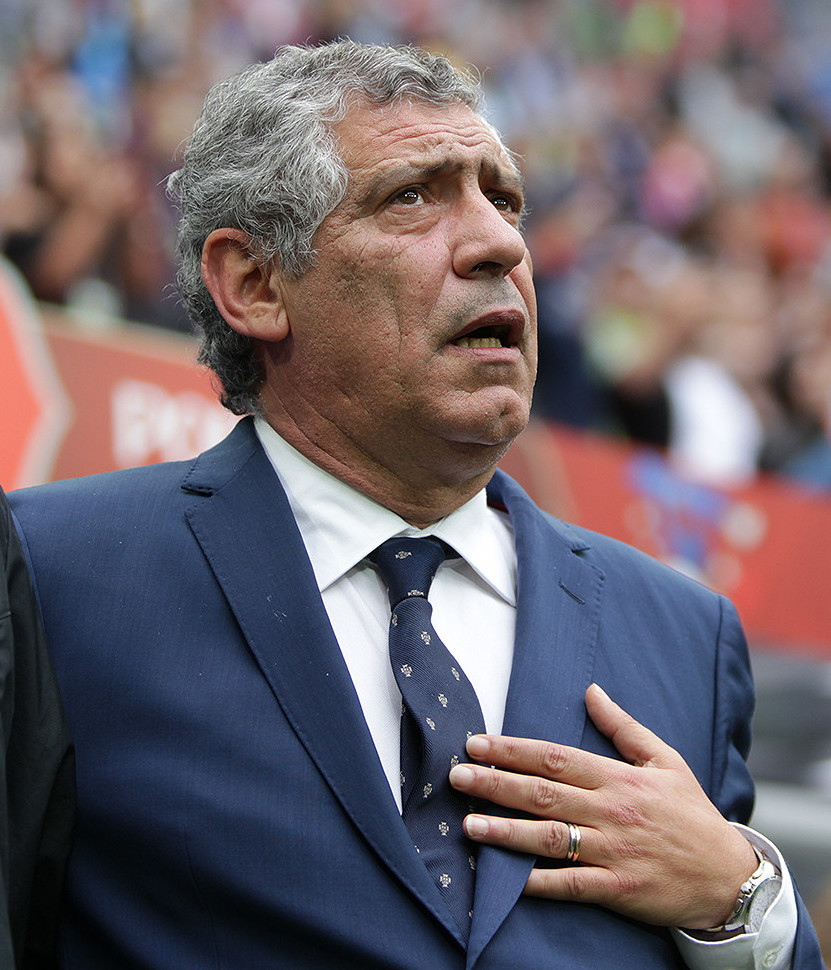
Santos durante la FIFA Confederations Cup 2017

#### Commissario tecnico del Portogallo
Il 23 settembre 2014, sedici giorni dopo la clamorosa sconfitta in casa all'esordio nel girone di qualificazione al campionato d'Europa 2016 contro l'Albania, Santos rimpiazzò Paulo Bento sulla panchina della nazionale portoghese, reduce dall'eliminazione al primo turno al campionato del mondo 2014. Santos riuscì a condurre la squadra portoghese prima alla qualificazione al campionato europeo da prima nel girone e poi, dopo aver superato la prima fase in Francia come ultima delle migliori terze (in virtù di tre pari contro Islanda, Austria e Ungheria), alla vittoria della competizione, ottenuta battendo Croazia agli ottavi di finale (1-0 dopo i tempi supplementari), Polonia ai quarti dopo tiri di rigore, Galles (2-0) in semifinale e i padroni di casa della Francia in finale (1-0 dopo i tempi supplementari). Santos divenne il primo commissario tecnico a vincere un trofeo internazionale alla guida del Portogallo. Prolungato il contratto sino al 2020 rifiutando una ricca offerta dei cinesi del Beijing Guoan, nell'ottobre 2017, battendo la Svizzera nell'ultima partita delle eliminatorie, condusse il Portogallo al primo posto finale nel girone e dunque alla qualificazione alla fase finale del campionato del mondo 2018, dove il cammino dei lusitani si chiuse agli ottavi di finale.
Alla guida del Portogallo vinse poi la UEFA Nations League 2018-2019, battendo in finale i Paesi Bassi.
Al campionato d'Europa 2020 il Portogallo venne eliminato agli ottavi di finale dal Belgio, mentre al campionato mondiale 2022 fu il sorprendente Marocco ad estromettere la sua squadra ai quarti di finale. Dopo quest’ultima eliminazione Santos fu esonerato e, successivamente, sostituito dallo spagnolo Roberto Martínez.

#### Commissario tecnico della Polonia
Il 24 gennaio 2023 viene nominato commissario tecnico della Polonia, subentrando a Czesław Michniewicz. Il 13 settembre seguente, a seguito degli scarsi risultati ottenuti, viene esonerato.

#### Besiktas
Il 7 gennaio 2024, Santos viene nominato nuovo allenatore del Beşiktaş, nella Süper Lig turca, tornando così ad allenare una squadra di club dopo 14 anni.
Il 13 aprile 2024, a seguito del match casalingo contro il Samsunspor conclusosi con un pareggio, è stato esonerato dal ruolo con effetto immediato.

#### Commissario tecnico dell'Azerbaigian
Il 12 giugno 2024 viene nominato commissario tecnico della nazionale azera, ricevendo l'incarico di guidare la squadra alla qualificazione al campionato europeo del 2028.

## Statistiche

### Statistiche da allenatore

#### Club
Statistiche aggiornate al 13 aprile 2024. In grassetto le competizioni vinte.
| Stagione               | Squadra                | Campionato             | Campionato | Campionato | Campionato | Campionato | Coppe nazionali | Coppe nazionali | Coppe nazionali | Coppe nazionali | Coppe nazionali | Coppe continentali | Coppe continentali | Coppe continentali | Coppe continentali | Coppe continentali | Altre coppe | Altre coppe | Altre coppe | Altre coppe | Altre coppe | Totale | Totale | Totale | Totale | % Vittorie | Piazzamento |
| Stagione               | Squadra                | Comp                   | G          | V          | N          | P          | Comp            | G               | V               | N               | P               | Comp               | G                  | V                  | N                  | P                  | Comp        | G           | V           | N           | P           | G      | V      | N      | P      | %          | Piazzamento |
| ---------------------- | ---------------------- | ---------------------- | ---------- | ---------- | ---------- | ---------- | --------------- | --------------- | --------------- | --------------- | --------------- | ------------------ | ------------------ | ------------------ | ------------------ | ------------------ | ----------- | ----------- | ----------- | ----------- | ----------- | ------ | ------ | ------ | ------ | ---------- | ----------- |
| nov. 1994-1995         | Estrela Amadora        | PD                     | 30         | 6          | 12         | 12         | -               | -               | -               | -               | -               | -                  | -                  | -                  | -                  | -                  | -           | -           | -           | -           | -           | 30     | 6      | 12     | 12     | 20,00      | Sub. 15º    |
| 1995-1996              | Estrela Amadora        | PD                     | 34         | 7          | 14         | 13         | -               | -               | -               | -               | -               | -                  | -                  | -                  | -                  | -                  | -           | -           | -           | -           | -           | 34     | 7      | 14     | 13     | 20,59      | 11º         |
| 1996-1997              | Estrela Amadora        | PD                     | 34         | 12         | 11         | 11         | CP              | 1               | 0               | 0               | 1               | -                  | -                  | -                  | -                  | -                  | -           | -           | -           | -           | -           | 35     | 12     | 11     | 12     | 34,29      | 9º          |
| 1997-1998              | Estrela Amadora        | PD                     | 34         | 14         | 8          | 12         | -               | -               | -               | -               | -               | -                  | -                  | -                  | -                  | -                  | -           | -           | -           | -           | -           | 34     | 14     | 8      | 12     | 41,18      | 7º          |
| Totale Estrela Amadora | Totale Estrela Amadora | Totale Estrela Amadora | 132        | 39         | 45         | 48         |                 | 1               | 0               | 0               | 1               |                    | -                  | -                  | -                  | -                  |             | -           | -           | -           | -           | 133    | 39     | 45     | 49     | 29,32      |             |
| 1998-1999              | Porto                  | PD                     | 34         | 24         | 7          | 3          | CP              | 2               | 1               | 0               | 1               | UCL                | 6                  | 2                  | 1                  | 3                  | SP          | 2           | 1           | 1           | 0           | 44     | 28     | 9      | 7      | 63,64      | 1º          |
| 1999-2000              | Porto                  | PL                     | 34         | 22         | 7          | 5          | CP              | 6               | 5               | 1               | 0               | UCL                | 14                 | 7                  | 2                  | 5                  | SP          | 2           | 2           | 0           | 0           | 56     | 36     | 10     | 10     | 64,29      | 2º          |
| 2000-2001              | Porto                  | PL                     | 34         | 24         | 4          | 6          | CP              | 7               | 6               | 1               | 0               | UCL+CU             | 2+10               | 0+4                | 1+4                | 1+2                | SP          | 3           | 0           | 2           | 1           | 56     | 34     | 12     | 10     | 60,71      | 2º          |
| Totale Porto           | Totale Porto           | Totale Porto           | 102        | 70         | 18         | 14         |                 | 15              | 12              | 2               | 1               |                    | 32                 | 13                 | 8                  | 11                 |             | 7           | 3           | 3           | 1           | 156    | 98     | 31     | 27     | 62,82      |             |
| 2001-2002              | AEK Atene              | AE                     | 26         | 19         | 1          | 6          | CG              | 15              | 14              | 1               | 0               | CU                 | 10                 | 6                  | 2                  | 2                  | -           | -           | -           | -           | -           | 51     | 39     | 4      | 8      | 76,47      | 2º          |
| lug.-ott. 2002         | Panathīnaïkos          | AE                     | 4          | 1          | 0          | 3          | CG              | 3               | 3               | 0               | 0               | CU                 | 2                  | 2                  | 0                  | 0                  | -           | -           | -           | -           | -           | 9      | 6      | 0      | 3      | 66,67      | Dimis.      |
| 2003-2004              | Sporting Lisbona       | PD                     | 34         | 23         | 4          | 7          | CP              | 2               | 1               | 0               | 1               | CU                 | 4                  | 2                  | 1                  | 1                  | -           | -           | -           | -           | -           | 40     | 26     | 5      | 9      | 65,00      | 3º          |
| 2004-2005              | AEK Atene              | AE                     | 30         | 17         | 11         | 2          | CG              | 10              | 6               | 3               | 1               | CU                 | 6                  | 1                  | 1                  | 4                  | -           | -           | -           | -           | -           | 46     | 24     | 15     | 7      | 52,17      | 3º          |
| 2005-2006              | AEK Atene              | AE                     | 30         | 21         | 4          | 5          | CG              | 8               | 3               | 3               | 2               | CU                 | 2                  | 0                  | 1                  | 1                  | -           | -           | -           | -           | -           | 40     | 24     | 8      | 8      | 60,00      | 2º          |
| Totale AEK Atene       | Totale AEK Atene       | Totale AEK Atene       | 86         | 57         | 16         | 13         |                 | 33              | 23              | 7               | 3               |                    | 18                 | 7                  | 4                  | 7                  |             | -           | -           | -           | -           | 137    | 87     | 27     | 23     | 63,50      |             |
| 2006-2007              | Benfica                | PL                     | 30         | 20         | 7          | 3          | CP              | 3               | 2               | 0               | 1               | UCL+CU             | 8+6                | 3+3                | 2+1                | 3+2                | -           | -           | -           | -           | -           | 47     | 28     | 10     | 9      | 59,57      | 3º          |
| lug.-ago. 2007         | Benfica                | PL                     | 1          | 0          | 1          | 0          | CP+CdL          | -               | -               | -               | -               | UCL                | 1                  | 1                  | 0                  | 0                  | -           | -           | -           | -           | -           | 2      | 1      | 1      | 0      | 50,00      | Eson.       |
| Totale Benfica         | Totale Benfica         | Totale Benfica         | 31         | 20         | 8          | 3          |                 | 3               | 2               | 0               | 1               |                    | 15                 | 7                  | 3                  | 5                  |             | -           | -           | -           | -           | 49     | 29     | 11     | 9      | 59,18      |             |
| set. 2007-2008         | PAOK                   | SL                     | 29         | 10         | 5          | 14         | CG              | 1               | 0               | 0               | 1               | -                  | -                  | -                  | -                  | -                  | -           | -           | -           | -           | -           | 30     | 10     | 5      | 15     | 33,33      | Sub. 9º     |
| 2008-2009              | PAOK                   | SL                     | 30+6       | 18+2       | 9          | 3+4        | CG              | 5               | 2               | 2               | 1               | -                  | -                  | -                  | -                  | -                  | -           | -           | -           | -           | -           | 41     | 22     | 11     | 8      | 53,66      | 4º          |
| 2009-2010              | PAOK                   | SL                     | 30+6       | 19+4       | 5+1        | 6+1        | CG              | 3               | 2               | 0               | 1               | CU                 | 4                  | 1                  | 2                  | 1                  | -           | -           | -           | -           | -           | 43     | 26     | 8      | 9      | 60,47      | 2º          |
| Totale PAOK            | Totale PAOK            | Totale PAOK            | 89+12      | 47+6       | 19+1       | 23+5       |                 | 9               | 4               | 2               | 3               |                    | 4                  | 1                  | 2                  | 1                  |             | -           | -           | -           | -           | 114    | 58     | 24     | 32     | 50,88      |             |
| gen.-apr. 2024         | Beşiktaş               | SL                     | 13         | 4          | 4          | 5          | TK              | 3               | 3               | 0               | 0               | UECL               | -                  | -                  | -                  | -                  | -           | -           | -           | -           | -           | 16     | 7      | 4      | 5      | 43,75      | Sub., Eson. |
| Totale carriera        | Totale carriera        | Totale carriera        | 503        | 267        | 115        | 121        |                 | 69              | 48              | 11              | 10              |                    | 75                 | 32                 | 18                 | 25                 |             | 7           | 3           | 3           | 1           | 654    | 350    | 147    | 157    | 53,52      |             |

#### Nazionale
| Squadra     | Naz                    | dal               | al                | Record | Record | Record | Record     | Record | Record | Record | Record |
| G           | V                      | N                 | P                 | GF     | GS     | DR     | % Vittorie |        |        |        |        |
| ----------- | ---------------------- | ----------------- | ----------------- | ------ | ------ | ------ | ---------- | ------ | ------ | ------ | ------ |
| Grecia      | Grecia (bandiera)      | 1º luglio 2010    | 1º luglio 2014    | 49     | 26     | 17     | 6          | 56     | 36     | +20    | 53,06  |
| Portogallo  | Portogallo (bandiera)  | 23 settembre 2014 | 15 dicembre 2022  | 109    | 67     | 23     | 19         | 226    | 81     | +145   | 61,47  |
| Polonia     | Polonia (bandiera)     | 24 gennaio 2023   | 13 settembre 2023 | 6      | 3      | 0      | 3          | 7      | 8      | −1     | 50,00  |
| Azerbaigian | Azerbaigian (bandiera) | 12 giugno 2024    | in carica         | 8      | 0      | 1      | 7          | 3      | 22     | −19    | &0,00  |
| Totale      | Totale                 | Totale            | Totale            | 170    | 95     | 41     | 34         | 292    | 145    | +147   | 55,88  |

#### Nazionale greca nel dettaglio
| 2010             | Grecia        | Qual. Europeo 2012  | 1º nel Gruppo F, qualificato | 4  | 2  | 2  | 0 | 50,00 | 4  | 2  | +2  |
| 2011             | Grecia        | Qual. Europeo 2012  | 1º nel Gruppo F, qualificato | 6  | 5  | 1  | 0 | 83,33 | 10 | 3  | +7  |
| 2012             | Grecia        | Europeo 2012        | Quarti di finale             | 4  | 1  | 1  | 2 | 25,00 | 5  | 7  | -2  |
| 2012             | Grecia        | Qual. Mondiale 2014 | 2º nel gruppo G, qualificato | 4  | 3  | 1  | 0 | 75,00 | 5  | 1  | +4  |
| 2013             | Grecia        | Qual. Mondiale 2014 | 2º nel gruppo G, qualificato | 6  | 5  | 0  | 1 | 83,33 | 7  | 3  | +4  |
| Play-off         | Grecia        | Qual. Mondiale 2014 | 2º nel gruppo G, qualificato | 2  | 1  | 1  | 0 | 50,00 | 4  | 2  | +2  |
| 2014             | Grecia        | Mondiale 2014       | Ottavi di finale             | 4  | 1  | 2  | 1 | 25,00 | 3  | 5  | -2  |
| Dal 2010 al 2014 | Grecia        | Amichevoli          |                              | 19 | 8  | 9  | 2 | 42,11 | 18 | 13 | +5  |
| Totale Grecia    | Totale Grecia | Totale Grecia       | Totale Grecia                | 49 | 26 | 17 | 6 | 53,06 | 56 | 36 | +20 |

#### Panchine da commissario tecnico della nazionale greca
| Cronologia completa delle presenze e delle reti in nazionale ― Grecia | Cronologia completa delle presenze e delle reti in nazionale ― Grecia | Cronologia completa delle presenze e delle reti in nazionale ― Grecia | Cronologia completa delle presenze e delle reti in nazionale ― Grecia | Cronologia completa delle presenze e delle reti in nazionale ― Grecia | Cronologia completa delle presenze e delle reti in nazionale ― Grecia | Cronologia completa delle presenze e delle reti in nazionale ― Grecia | Cronologia completa delle presenze e delle reti in nazionale ― Grecia |
| Data                                                                  | Città                                                                 | In casa                                                               | Risultato                                                             | Ospiti                                                                | Competizione                                                          | Reti                                                                  | Note                                                                  |
| --------------------------------------------------------------------- | --------------------------------------------------------------------- | --------------------------------------------------------------------- | --------------------------------------------------------------------- | --------------------------------------------------------------------- | --------------------------------------------------------------------- | --------------------------------------------------------------------- | --------------------------------------------------------------------- |
| 11-8-2010                                                             | Belgrado                                                              | Serbia                                                                | 0 – 1                                                                 | Grecia                                                                | Amichevole                                                            | Dīmītrios Salpiggidīs                                                 | Cap: G.Karagounis                                                     |
| 3-9-2010                                                              | Il Pireo                                                              | Grecia                                                                | 1 – 1                                                                 | Georgia                                                               | Qual. Euro 2012                                                       | Nikolaos Spyropoulos                                                  | Cap: G.Karagounis                                                     |
| 7-9-2010                                                              | Zagabria                                                              | Croazia                                                               | 0 – 0                                                                 | Grecia                                                                | Qual. Euro 2012                                                       | -                                                                     | Cap: G.Karagounis                                                     |
| 8-10-2010                                                             | Il Pireo                                                              | Grecia                                                                | 1 – 0                                                                 | Lettonia                                                              | Qual. Euro 2012                                                       | Vasilīs Torosidīs                                                     | Cap: G.Karagounis                                                     |
| 12-10-2010                                                            | Il Pireo                                                              | Grecia                                                                | 2 – 1                                                                 | Israele                                                               | Qual. Euro 2012                                                       | Dīmītrios Salpiggidīs Giōrgos Karagkounīs (rig.)                      | Cap: G.Karagounis                                                     |
| 17-11-2010                                                            | Vienna                                                                | Austria                                                               | 1 – 2                                                                 | Grecia                                                                | Amichevole                                                            | Giōrgos Samaras Georgios Fotakis                                      | Cap: G.Karagounis                                                     |
| 9-2-2011                                                              | Larissa                                                               | Grecia                                                                | 1 – 0                                                                 | Canada                                                                | Amichevole                                                            | Giannīs Fetfatzidīs                                                   | Cap: G.Karagounis                                                     |
| 26-3-2011                                                             | Ta' Qali                                                              | Malta                                                                 | 0 – 1                                                                 | Grecia                                                                | Qual. Euro 2012                                                       | Vasilīs Torosidīs                                                     | Cap: G.Karagounis                                                     |
| 29-3-2011                                                             | Larissa                                                               | Grecia                                                                | 0 – 0                                                                 | Polonia                                                               | Amichevole                                                            | -                                                                     | Cap: G.Karagounis                                                     |
| 4-6-2011                                                              | Il Pireo                                                              | Grecia                                                                | 3 – 1                                                                 | Malta                                                                 | Qual. Euro 2012                                                       | 2 Giannīs Fetfatzidīs Kyriakos Papadopoulos                           | Cap: G.Karagounis                                                     |
| 8-6-2011                                                              | New York                                                              | Ecuador                                                               | 1 – 1                                                                 | Grecia                                                                | Amichevole                                                            | Alexandros Tziolīs                                                    |                                                                       |
| 10-8-2011                                                             | Sarajevo                                                              | Bosnia ed Erzegovina                                                  | 0 – 0                                                                 | Grecia                                                                | Amichevole                                                            | -                                                                     | Cap: G.Karagounis                                                     |
| 2-9-2011                                                              | Tel-Aviv                                                              | Israele                                                               | 0 – 1                                                                 | Grecia                                                                | Qual. Euro 2012                                                       | Sōtīrīs Ninīs                                                         | Cap: G.Karagounis                                                     |
| 6-9-2011                                                              | Riga                                                                  | Lettonia                                                              | 1 – 1                                                                 | Grecia                                                                | Qual. Euro 2012                                                       | Kyriakos Papadopoulos                                                 | Cap: G.Karagounis                                                     |
| 7-10-2011                                                             | Il Pireo                                                              | Grecia                                                                | 2 – 0                                                                 | Croazia                                                               | Qual. Euro 2012                                                       | Giōrgos Samaras Theofanis Gekas                                       | Cap: G.Karagounis                                                     |
| 11-10-2011                                                            | Tblisi                                                                | Georgia                                                               | 1 – 2                                                                 | Grecia                                                                | Qual. Euro 2012                                                       | Georgios Fotakis Angelos Charisteas                                   | Cap: G.Karagounis                                                     |
| 11-11-2011                                                            | Il Pireo                                                              | Grecia                                                                | 1 – 1                                                                 | Russia                                                                | Amichevole                                                            | Kōstas Katsouranīs                                                    | Cap: G.Karagounis                                                     |
| 15-11-2011                                                            | Altach                                                                | Grecia                                                                | 1 – 3                                                                 | Romania                                                               | Amichevole                                                            | Giōrgos Karagkounīs                                                   | Cap: G.Karagounis                                                     |
| 29-2-2012                                                             | Candia                                                                | Grecia                                                                | 1 – 1                                                                 | Belgio                                                                | Amichevole                                                            | Dīmītrios Salpiggidīs                                                 | Cap: K.Katsouranis                                                    |
| 26-5-2012                                                             | Kufstein                                                              | Grecia                                                                | 1 – 1                                                                 | Slovenia                                                              | Amichevole                                                            | Vasilīs Torosidīs                                                     | Cap: G.Karagounis                                                     |
| 31-5-2012                                                             | Kufstein                                                              | Grecia                                                                | 1 – 0                                                                 | Armenia                                                               | Amichevole                                                            | Kyriakos Papadopoulos                                                 | Cap: G.Karagounis                                                     |
| 8-6-2012                                                              | Varsavia                                                              | Polonia                                                               | 1 – 1                                                                 | Grecia                                                                | Euro 2012 - 1º turno                                                  | Dīmītrios Salpiggidīs                                                 | Cap: G.Karagounis                                                     |
| 12-6-2012                                                             | Breslavia                                                             | Grecia                                                                | 1 – 2                                                                 | Rep. Ceca                                                             | Euro 2012 - 1º turno                                                  | Theofanis Gekas                                                       | Cap: G.Karagounis                                                     |
| 16-6-2012                                                             | Varsavia                                                              | Grecia                                                                | 1 – 0                                                                 | Russia                                                                | Euro 2012 - 1º turno                                                  | Giōrgos Karagkounīs                                                   | Cap: G.Karagounis                                                     |
| 22-6-2012                                                             | Danzica                                                               | Germania                                                              | 4 – 2                                                                 | Grecia                                                                | Euro 2012 - Ottavi di finale                                          | Giōrgos Samaras Dīmītrios Salpiggidīs (rig.)                          | Cap: K.Katsouranis                                                    |
| 15-8-2012                                                             | Oslo                                                                  | Norvegia                                                              | 2 – 3                                                                 | Grecia                                                                | Amichevole                                                            | Vasilīs Torosidīs Kyriakos Papadopoulos Kōstas Mītroglou              | Cap: K.Katsouranis                                                    |
| 7-9-2012                                                              | Riga                                                                  | Lettonia                                                              | 1 – 2                                                                 | Grecia                                                                | Qual. Mondiali 2014                                                   | Nikos Spyropoulos Theofanis Gekas                                     | Cap: K.Katsouranis                                                    |
| 11-9-2012                                                             | Il Pireo                                                              | Grecia                                                                | 2 – 0                                                                 | Lituania                                                              | Qual. Mondiali 2014                                                   | Sōtīrīs Ninīs Kōstas Mītroglou                                        | Cap: K.Katsouranis                                                    |
| 12-10-2012                                                            | Il Pireo                                                              | Grecia                                                                | 0 – 0                                                                 | Bosnia ed Erzegovina                                                  | Qual. Mondiali 2014                                                   | -                                                                     | Cap: G.Karagounis                                                     |
| 16-10-2012                                                            | Bratislava                                                            | Slovacchia                                                            | 0 – 1                                                                 | Grecia                                                                | Qual. Mondiali 2014                                                   | Dīmītris Salpiggidīs                                                  | Cap: G.Karagounis                                                     |
| 14-11-2012                                                            | Dublino                                                               | Irlanda                                                               | 0 – 1                                                                 | Grecia                                                                | Amichevole                                                            | José Holebas                                                          |                                                                       |
| 6-2-2013                                                              | Il Pireo                                                              | Grecia                                                                | 0 – 0                                                                 | Svizzera                                                              | Amichevole                                                            | -                                                                     | Cap: G.Karagounis                                                     |
| 22-3-2013                                                             | Zenica                                                                | Bosnia ed Erzegovina                                                  | 3 – 1                                                                 | Grecia                                                                | Qual. Mondiali 2014                                                   | Theofanīs Gkekas                                                      | Cap: G.Karagounis                                                     |
| 7-6-2013                                                              | Vilnius                                                               | Lituania                                                              | 0 – 1                                                                 | Grecia                                                                | Qual. Mondiali 2014                                                   | Lazaros Christodoulopoulos                                            | Cap: G.Karagounis                                                     |
| 14-8-2013                                                             | Salisburgo                                                            | Austria                                                               | 0 – 2                                                                 | Grecia                                                                | Amichevole                                                            | 2 Kōstas Mītroglou                                                    | Cap: K.Katsouranis                                                    |
| 6-9-2013                                                              | Vaduz                                                                 | Liechtenstein                                                         | 0 – 1                                                                 | Grecia                                                                | Qual. Mondiali 2014                                                   | Kōstas Mītroglou                                                      | Cap: K.Katsouranis                                                    |
| 10-9-2013                                                             | Atene                                                                 | Grecia                                                                | 1 – 0                                                                 | Lettonia                                                              | Qual. Mondiali 2014                                                   | Dīmītrios Salpiggidīs                                                 | Cap: K.Katsouranis                                                    |
| 11-10-2013                                                            | Atene                                                                 | Grecia                                                                | 1 – 0                                                                 | Slovacchia                                                            | Qual. Mondiali 2014                                                   | autorete                                                              | Cap: D.Salpiggidīs                                                    |
| 15-10-2013                                                            | Atene                                                                 | Grecia                                                                | 2 – 0                                                                 | Liechtenstein                                                         | Qual. Mondiali 2014                                                   | Dīmītrios Salpiggidīs Giōrgos Karagkounīs                             | Cap: G.Karagounis                                                     |
| 15-11-2013                                                            | Il Pireo                                                              | Grecia                                                                | 3 – 1                                                                 | Romania                                                               | Qual. Mondiali 2014                                                   | 2 Kōstas Mītroglou Dīmītrios Salpiggidīs                              | Cap: K.Katsouranis                                                    |
| 19-11-2013                                                            | Bucarest                                                              | Romania                                                               | 1 – 1                                                                 | Grecia                                                                | Qual. Mondiali 2014                                                   | Kōstas Mītroglou                                                      | Cap: G.Karagounis                                                     |
| 5-3-2014                                                              | Il Pireo                                                              | Grecia                                                                | 0 – 2                                                                 | Corea del Sud                                                         | Amichevole                                                            | -                                                                     | Cap: K.Katsouranis                                                    |
| 31-5-2014                                                             | Oeiras                                                                | Portogallo                                                            | 0 – 0                                                                 | Grecia                                                                | Amichevole                                                            | -                                                                     | Cap: K.Katsouranis                                                    |
| 4-6-2014                                                              | Chester                                                               | Grecia                                                                | 0 – 0                                                                 | Nigeria                                                               | Amichevole                                                            | -                                                                     | Cap: G.Karagounis                                                     |
| 7-6-2014                                                              | Harrison                                                              | Grecia                                                                | 2 – 1                                                                 | Bolivia                                                               | Amichevole                                                            | Panagiōtīs Kone Kōstas Katsouranīs                                    | Cap: K.Katsouranis                                                    |
| 14-6-2014                                                             | Belo Horizonte                                                        | Colombia                                                              | 3 – 0                                                                 | Grecia                                                                | Mondiali 2014 - 1º turno                                              | -                                                                     | Cap: K.Katsouranis                                                    |
| 20-6-2014                                                             | Natal                                                                 | Giappone                                                              | 0 – 0                                                                 | Grecia                                                                | Mondiali 2014 - 1º turno                                              | -                                                                     | Cap: K.Katsouranis                                                    |
| 24-6-2014                                                             | Fortaleza                                                             | Grecia                                                                | 2 – 1                                                                 | Costa d'Avorio                                                        | Mondiali 2014 - 1º turno                                              | Andreas Samarīs Giōrgos Samaras (rig.)                                | Cap: G.Karagounis                                                     |
| 29-6-2014                                                             | Recife                                                                | Costa Rica                                                            | 1 – 1 dts (5 - 3 dtr)                                                 | Grecia                                                                | Mondiali 2014 - Ottavi di finale                                      | Sōkratīs Papastathopoulos                                             | Cap: G.Karagounis                                                     |
| Totale                                                                |                                                                       | Presenze                                                              | 49                                                                    |                                                                       | Reti                                                                  | 56                                                                    |                                                                       |

#### Nazionale portoghese nel dettaglio
| 2014                 | Portogallo        | Qual. Europeo 2016            | 1º nel Gruppo I, qualificato                 | 2   | 2  | 0  | 0  | 100,00& | 2   | 0  | +2   |
| 2015                 | Portogallo        | Qual. Europeo 2016            | 1º nel Gruppo I, qualificato                 | 5   | 5  | 0  | 0  | 100,00& | 9   | 4  | +5   |
| Giu.-lug. 2016       | Portogallo        | Europeo 2016                  | Vincitore                                    | 7   | 3  | 4  | 0  | 42,86   | 9   | 5  | +4   |
| 2016                 | Portogallo        | Qual. Mondiale 2018           | 1º nel Gruppo B, qualificato                 | 4   | 3  | 0  | 1  | 75,00   | 16  | 3  | +13  |
| 2017                 | Portogallo        | Qual. Mondiale 2018           | 1º nel Gruppo B, qualificato                 | 6   | 6  | 0  | 0  | 100,00& | 16  | 1  | +15  |
| Giu.-lug. 2017       | Portogallo        | Confederations Cup 2017       | 3º                                           | 5   | 3  | 2  | 0  | 60,00   | 9   | 3  | +6   |
| 2018                 | Portogallo        | Mondiale 2018                 | Ottavi di finale                             | 4   | 1  | 2  | 1  | 25,00   | 6   | 6  | 0    |
| 2018                 | Portogallo        | Nations League 2018-2019      | Vincitore                                    | 4   | 2  | 2  | 0  | 50,00   | 5   | 3  | +2   |
| 2019                 | Portogallo        | Nations League 2018-2019      | Vincitore                                    | 2   | 2  | 0  | 0  | 100,00& | 4   | 1  | +3   |
| 2019                 | Portogallo        | Qual. Euro 2020               | 2º nel Gruppo B, qualificato                 | 8   | 5  | 2  | 1  | 62,50   | 22  | 6  | +16  |
| 2020                 | Portogallo        | Nations League 2020-2021      | 2º nel Gruppo 3                              | 6   | 4  | 1  | 1  | 66,67   | 12  | 4  | +8   |
| 2021                 | Portogallo        | Qual. Mondiale 2022           | 2º nel Gruppo A, qualificato dopo i play-off | 8   | 5  | 2  | 1  | 62,50   | 17  | 6  | +11  |
| mar. 2022 (spareggi) | Portogallo        | Qual. Mondiale 2022           | 2º nel Gruppo A, qualificato dopo i play-off | 2   | 2  | 0  | 0  | 100,00& | 5   | 1  | +4   |
| Giu.-lug. 2021       | Portogallo        | Europeo 2020                  | Ottavi di finale                             | 4   | 1  | 1  | 2  | 25,00   | 7   | 7  | 0    |
| 2022                 | Portogallo        | UEFA Nations League 2022-2023 | 2º nel Gruppo 2 della Lega A                 | 6   | 3  | 1  | 2  | 50,00   | 11  | 3  | +8   |
| nov.-dic. 2022       | Portogallo        | Mondiale 2022                 | Quarti di finale                             | 5   | 3  | 0  | 2  | 60,00   | 12  | 6  | +6   |
| Dal 2014 al 2022     | Portogallo        | Amichevoli                    |                                              | 31  | 17 | 6  | 8  | 54,84   | 64  | 22 | +42  |
| Totale Portogallo    | Totale Portogallo | Totale Portogallo             | Totale Portogallo                            | 109 | 67 | 23 | 19 | 61,47   | 226 | 81 | +145 |

#### Panchine da commissario tecnico della nazionale portoghese
| Cronologia completa delle presenze e delle reti in nazionale ― Portogallo | Cronologia completa delle presenze e delle reti in nazionale ― Portogallo | Cronologia completa delle presenze e delle reti in nazionale ― Portogallo | Cronologia completa delle presenze e delle reti in nazionale ― Portogallo | Cronologia completa delle presenze e delle reti in nazionale ― Portogallo | Cronologia completa delle presenze e delle reti in nazionale ― Portogallo | Cronologia completa delle presenze e delle reti in nazionale ― Portogallo  | Cronologia completa delle presenze e delle reti in nazionale ― Portogallo |
| Data                                                                      | Città                                                                     | In casa                                                                   | Risultato                                                                 | Ospiti                                                                    | Competizione                                                              | Reti                                                                       | Note                                                                      |
| ------------------------------------------------------------------------- | ------------------------------------------------------------------------- | ------------------------------------------------------------------------- | ------------------------------------------------------------------------- | ------------------------------------------------------------------------- | ------------------------------------------------------------------------- | -------------------------------------------------------------------------- | ------------------------------------------------------------------------- |
| 11-10-2014                                                                | Saint-Denis                                                               | Francia                                                                   | 2 – 1                                                                     | Portogallo                                                                | Amichevole                                                                | Ricardo Quaresma (rig.)                                                    | Cap: C.Ronaldo                                                            |
| 14-10-2014                                                                | Copenaghen                                                                | Danimarca                                                                 | 0 – 1                                                                     | Portogallo                                                                | Qual. Euro 2016                                                           | Cristiano Ronaldo                                                          | Cap: C.Ronaldo                                                            |
| 14-11-2014                                                                | Faro                                                                      | Portogallo                                                                | 1 – 0                                                                     | Armenia                                                                   | Qual. Euro 2016                                                           | Cristiano Ronaldo                                                          | Cap: C.Ronaldo                                                            |
| 18-11-2014                                                                | Manchester                                                                | Argentina                                                                 | 0 – 1                                                                     | Portogallo                                                                | Amichevole                                                                | Raphaël Guerreiro                                                          | Cap: C.Ronaldo                                                            |
| 29-3-2015                                                                 | Lisbona                                                                   | Portogallo                                                                | 2 – 1                                                                     | Serbia                                                                    | Qual. Euro 2016                                                           | Ricardo Carvalho Fábio Coentrão                                            | Cap: C.Ronaldo                                                            |
| 31-3-2015                                                                 | Estoril                                                                   | Portogallo                                                                | 0 – 2                                                                     | Capo Verde                                                                | Amichevole                                                                | -                                                                          | Cap: H.Almeida                                                            |
| 13-6-2015                                                                 | Erevan                                                                    | Armenia                                                                   | 2 – 3                                                                     | Portogallo                                                                | Qual. Euro 2016                                                           | 3 Cristiano Ronaldo (1.rig)                                                | Cap: C.Ronaldo                                                            |
| 16-6-2015                                                                 | Ginevra                                                                   | Italia                                                                    | 0 – 1                                                                     | Portogallo                                                                | Amichevole                                                                | Éder                                                                       | Cap: B.Alves                                                              |
| 4-9-2015                                                                  | Lisbona                                                                   | Portogallo                                                                | 0 – 1                                                                     | Francia                                                                   | Amichevole                                                                | -                                                                          | Cap: C.Ronaldo                                                            |
| 7-9-2015                                                                  | Elbasan                                                                   | Albania                                                                   | 0 – 1                                                                     | Portogallo                                                                | Qual. Euro 2016                                                           | Miguel Veloso                                                              | Cap: C.Ronaldo                                                            |
| 8-10-2015                                                                 | Braga                                                                     | Portogallo                                                                | 1 – 0                                                                     | Danimarca                                                                 | Qual. Euro 2016                                                           | João Moutinho                                                              | Cap: C.Ronaldo                                                            |
| 11-10-2015                                                                | Belgrado                                                                  | Serbia                                                                    | 1 – 2                                                                     | Portogallo                                                                | Qual. Euro 2016                                                           | Nani João Moutinho                                                         | Cap: Nani                                                                 |
| 14-11-2015                                                                | Krasnodar                                                                 | Russia                                                                    | 1 – 0                                                                     | Portogallo                                                                | Amichevole                                                                | -                                                                          | Cap: Nani                                                                 |
| 17-11-2015                                                                | Lussemburgo                                                               | Lussemburgo                                                               | 0 – 2                                                                     | Portogallo                                                                | Amichevole                                                                | André André Nani                                                           | Cap: Vieirinha                                                            |
| 25-3-2016                                                                 | Leiria                                                                    | Portogallo                                                                | 0 – 1                                                                     | Bulgaria                                                                  | Amichevole                                                                | -                                                                          | Cap: C.Ronaldo                                                            |
| 29-3-2016                                                                 | Leiria                                                                    | Portogallo                                                                | 2 – 1                                                                     | Belgio                                                                    | Amichevole                                                                | Nani Cristiano Ronaldo                                                     | Cap: C.Ronaldo                                                            |
| 29-5-2016                                                                 | Porto                                                                     | Portogallo                                                                | 3 – 0                                                                     | Norvegia                                                                  | Amichevole                                                                | Ricardo Quaresma Raphaël Guerreiro Éder                                    | Cap: R.Carvalho                                                           |
| 2-6-2016                                                                  | Londra                                                                    | Inghilterra                                                               | 1 – 0                                                                     | Portogallo                                                                | Amichevole                                                                | -                                                                          | Cap: Nani                                                                 |
| 8-6-2016                                                                  | Lisbona                                                                   | Portogallo                                                                | 7 – 0                                                                     | Estonia                                                                   | Amichevole                                                                | 2 Cristiano Ronaldo 2 Ricardo Quaresma Danilo Pereira autorete Éder        | Cap: C.Ronaldo                                                            |
| 14-6-2016                                                                 | Saint-Étienne                                                             | Portogallo                                                                | 1 – 1                                                                     | Islanda                                                                   | Euro 2016 - 1º turno                                                      | Nani                                                                       | Cap: C.Ronaldo                                                            |
| 18-6-2016                                                                 | Parigi                                                                    | Portogallo                                                                | 0 – 0                                                                     | Austria                                                                   | Euro 2016 - 1º turno                                                      | -                                                                          | Cap: C.Ronaldo                                                            |
| 22-6-2016                                                                 | Lione                                                                     | Ungheria                                                                  | 3 – 3                                                                     | Portogallo                                                                | Euro 2016 - 1º turno                                                      | Nani 2 Cristiano Ronaldo                                                   | Cap: C.Ronaldo                                                            |
| 25-6-2016                                                                 | Lens                                                                      | Croazia                                                                   | 0 – 1 dts                                                                 | Portogallo                                                                | Euro 2016 - Ottavi di finale                                              | Ricardo Quaresma                                                           | Cap: C.Ronaldo                                                            |
| 30-6-2016                                                                 | Marsiglia                                                                 | Polonia                                                                   | 1 – 1 dts (3 - 5 dtr)                                                     | Portogallo                                                                | Euro 2016 - Quarti di finale                                              | Renato Sanches                                                             | Cap: C.Ronaldo                                                            |
| 6-7-2016                                                                  | Lione                                                                     | Portogallo                                                                | 2 – 0                                                                     | Galles                                                                    | Euro 2016 - Semifinale                                                    | Cristiano Ronaldo Nani                                                     | Cap: C.Ronaldo                                                            |
| 10-7-2016                                                                 | Saint-Denis                                                               | Portogallo                                                                | 1 – 0 dts                                                                 | Francia                                                                   | Euro 2016 - Finale                                                        | Éder                                                                       | Cap: C.Ronaldo 1º titolo europeo                                          |
| 1-9-2016                                                                  | Porto                                                                     | Portogallo                                                                | 5 – 0                                                                     | Gibilterra                                                                | Amichevole                                                                | 2 Nani João Cancelo Bernardo Silva Pepe                                    | Cap: Nani                                                                 |
| 6-9-2016                                                                  | Basilea                                                                   | Svizzera                                                                  | 2 – 0                                                                     | Portogallo                                                                | Qual. Mondiali 2018                                                       | -                                                                          | Cap: Nani                                                                 |
| 7-10-2016                                                                 | Aveiro                                                                    | Portogallo                                                                | 6 – 0                                                                     | Andorra                                                                   | Qual. Mondiali 2018                                                       | 4 Cristiano Ronaldo João Cancelo André Silva                               | Cap: C.Ronaldo                                                            |
| 10-10-2016                                                                | Tórshavn                                                                  | Fær Øer                                                                   | 0 – 6                                                                     | Portogallo                                                                | Qual. Mondiali 2018                                                       | 3 André Silva Cristiano Ronaldo João Moutinho João Cancelo                 | Cap: C.Ronaldo                                                            |
| 13-11-2016                                                                | Faro                                                                      | Portogallo                                                                | 4 – 1                                                                     | Lettonia                                                                  | Qual. Mondiali 2018                                                       | 2 Cristiano Ronaldo (1 rig.) William Carvalho Bruno Alves                  | Cap: C.Ronaldo                                                            |
| 25-3-2017                                                                 | Lisbona                                                                   | Portogallo                                                                | 3 – 0                                                                     | Ungheria                                                                  | Qual. Mondiali 2018                                                       | 2 Cristiano Ronaldo André Silva                                            | Cap: C.Ronaldo                                                            |
| 28-3-2017                                                                 | Funchal                                                                   | Portogallo                                                                | 2 – 3                                                                     | Svezia                                                                    | Amichevole                                                                | Cristiano Ronaldo autorete                                                 | Cap: C.Ronaldo                                                            |
| 3-6-2017                                                                  | Estoril                                                                   | Portogallo                                                                | 4 – 0                                                                     | Cipro                                                                     | Amichevole                                                                | 2 João Moutinho Pizzi André Silva                                          | Cap: Nani                                                                 |
| 9-6-2017                                                                  | Riga                                                                      | Lettonia                                                                  | 0 – 3                                                                     | Portogallo                                                                | Qual. Mondiali 2018                                                       | 2 Cristiano Ronaldo André Silva                                            | Cap: C.Ronaldo                                                            |
| 18-6-2017                                                                 | Kazan'                                                                    | Portogallo                                                                | 2 – 2                                                                     | Messico                                                                   | Conf. Cup 2017 - 1º turno                                                 | Ricardo Quaresma Cédric Soares                                             | Cap: C.Ronaldo                                                            |
| 21-6-2017                                                                 | Mosca                                                                     | Russia                                                                    | 0 – 1                                                                     | Portogallo                                                                | Conf. Cup 2017 - 1º turno                                                 | Cristiano Ronaldo                                                          | Cap: C.Ronaldo                                                            |
| 24-6-2017                                                                 | San Pietroburgo                                                           | Nuova Zelanda                                                             | 0 – 4                                                                     | Portogallo                                                                | Conf. Cup 2017 - 1º turno                                                 | Cristiano Ronaldo (rig.) Bernardo Silva André Silva Nani                   | Cap: C.Ronaldo                                                            |
| 28-6-2017                                                                 | Kazan'                                                                    | Portogallo                                                                | 0 – 0 dts (0 - 3 dtr)                                                     | Cile                                                                      | Conf. Cup 2017 - Semifinale                                               | -                                                                          | Cap: C.Ronaldo                                                            |
| 2-7-2017                                                                  | Mosca                                                                     | Portogallo                                                                | 2 – 1 dts                                                                 | Messico                                                                   | Conf. Cup 2017 - Finale 3º posto                                          | Pepe Adrien Silva (rig.)                                                   | Cap: Nani                                                                 |
| 31-8-2017                                                                 | Porto                                                                     | Portogallo                                                                | 5 – 1                                                                     | Fær Øer                                                                   | Qual. Mondiali 2018                                                       | 3 Cristiano Ronaldo (1 rig.) William Carvalho Nélson Oliveira              | Cap: C.Ronaldo                                                            |
| 3-9-2017                                                                  | Budapest                                                                  | Ungheria                                                                  | 0 – 1                                                                     | Portogallo                                                                | Qual. Mondiali 2018                                                       | André Silva                                                                | Cap: C.Ronaldo                                                            |
| 7-10-2017                                                                 | Andorra la Vella                                                          | Andorra                                                                   | 0 – 2                                                                     | Portogallo                                                                | Qual. Mondiali 2018                                                       | Cristiano Ronaldo André Silva                                              | Cap: Pepe                                                                 |
| 10-10-2017                                                                | Lisbona                                                                   | Portogallo                                                                | 2 – 0                                                                     | Svizzera                                                                  | Qual. Mondiali 2018                                                       | autorete André Silva                                                       | Cap: C.Ronaldo                                                            |
| 10-11-2017                                                                | Viseu                                                                     | Portogallo                                                                | 3 – 0                                                                     | Arabia Saudita                                                            | Amichevole                                                                | Manuel Fernandes Gonçalo Guedes João Mário                                 | Cap: Pepe                                                                 |
| 14-11-2017                                                                | Leiria                                                                    | Portogallo                                                                | 1 – 1                                                                     | Stati Uniti                                                               | Amichevole                                                                | Vitorino Antunes                                                           | Cap: Pepe                                                                 |
| 23-3-2018                                                                 | Zurigo                                                                    | Portogallo                                                                | 2 – 1                                                                     | Egitto                                                                    | Amichevole                                                                | 2 Cristiano Ronaldo                                                        | Cap: C.Ronaldo                                                            |
| 26-3-2018                                                                 | Ginevra                                                                   | Portogallo                                                                | 0 – 3                                                                     | Paesi Bassi                                                               | Amichevole                                                                | -                                                                          | Cap: C.Ronaldo                                                            |
| 28-5-2018                                                                 | Braga                                                                     | Portogallo                                                                | 2 – 2                                                                     | Tunisia                                                                   | Amichevole                                                                | André Silva João Mário                                                     | Cap: Pepe                                                                 |
| 2-6-2018                                                                  | Bruxelles                                                                 | Belgio                                                                    | 0 – 0                                                                     | Portogallo                                                                | Amichevole                                                                | -                                                                          | Cap: Pepe                                                                 |
| 7-6-2018                                                                  | Lisbona                                                                   | Belgio                                                                    | 3 – 0                                                                     | Algeria                                                                   | Amichevole                                                                | 2 Gonçalo Guedes Bruno Fernandes                                           | Cap: C.Ronaldo                                                            |
| 15-6-2018                                                                 | Soči                                                                      | Portogallo                                                                | 3 – 3                                                                     | Spagna                                                                    | Mondiali 2018 - 1º turno                                                  | 3 Cristiano Ronaldo (1 rig.)                                               | Cap: C.Ronaldo                                                            |
| 20-6-2018                                                                 | Mosca                                                                     | Portogallo                                                                | 1 – 0                                                                     | Marocco                                                                   | Mondiali 2018 - 1º turno                                                  | Cristiano Ronaldo                                                          | Cap: C.Ronaldo                                                            |
| 25-6-2018                                                                 | Saransk                                                                   | Iran                                                                      | 1 – 1                                                                     | Portogallo                                                                | Mondiali 2018 - 1º turno                                                  | Ricardo Quaresma                                                           | Cap: C.Ronaldo                                                            |
| 30-6-2018                                                                 | Soči                                                                      | Uruguay                                                                   | 2 – 1                                                                     | Portogallo                                                                | Mondiali 2018 - Ottavi di finale                                          | Pepe                                                                       | Cap: C.Ronaldo                                                            |
| 6-9-2018                                                                  | Faro                                                                      | Portogallo                                                                | 1 – 1                                                                     | Croazia                                                                   | Amichevole                                                                | Pepe                                                                       | Cap: Pepe                                                                 |
| 10-9-2019                                                                 | Lisbona                                                                   | Portogallo                                                                | 1 – 0                                                                     | Italia                                                                    | UEFA Nations League 2018-2019 - 1º turno                                  | André Silva                                                                | Cap: Pepe                                                                 |
| 11-10-2018                                                                | Chorzów                                                                   | Polonia                                                                   | 2 – 3                                                                     | Portogallo                                                                | UEFA Nations League 2018-2019 - 1º turno                                  | André Silva autorete Bernardo Silva                                        | Cap: Pepe                                                                 |
| 14-10-2018                                                                | Glasgow                                                                   | Scozia                                                                    | 1 – 3                                                                     | Portogallo                                                                | Amichevole                                                                | Hélder Costa Éder Bruma                                                    | Cap: Beto                                                                 |
| 17-11-2018                                                                | Milano                                                                    | Italia                                                                    | 0 – 0                                                                     | Portogallo                                                                | UEFA Nations League 2018-2019 - 1º turno                                  | -                                                                          | Cap: R.Patricio                                                           |
| 20-11-2018                                                                | Guimarães                                                                 | Portogallo                                                                | 1 – 1                                                                     | Polonia                                                                   | UEFA Nations League 2018-2019 - 1º turno                                  | André Silva                                                                | Cap: Pepe                                                                 |
| 22-3-2019                                                                 | Lisbona                                                                   | Portogallo                                                                | 0 – 0                                                                     | Ucraina                                                                   | Qual. Euro 2020                                                           | -                                                                          | Cap: C.Ronaldo                                                            |
| 25-3-2019                                                                 | Lisbona                                                                   | Portogallo                                                                | 1 – 1                                                                     | Serbia                                                                    | Qual. Euro 2020                                                           | Danilo Pereira                                                             | Cap: C. Ronaldo                                                           |
| 5-6-2019                                                                  | Porto                                                                     | Portogallo                                                                | 3 – 1                                                                     | Svizzera                                                                  | UEFA Nations League 2018-2019 - Semifinale                                | 3 Cristiano Ronaldo                                                        | Cap: C. Ronaldo                                                           |
| 9-6-2019                                                                  | Porto                                                                     | Portogallo                                                                | 1 – 0                                                                     | Paesi Bassi                                                               | UEFA Nations League 2018-2019 - Finale                                    | Gonçalo Guedes                                                             | Cap: C. Ronaldo 1º titolo                                                 |
| 7-9-2019                                                                  | Belgrado                                                                  | Serbia                                                                    | 2 – 4                                                                     | Portogallo                                                                | Qual. Euro 2020                                                           | William Carvalho Gonçalo Guedes Cristiano Ronaldo Bernardo Silva           | Cap: C. Ronaldo                                                           |
| 10-9-2019                                                                 | Vilnius                                                                   | Lituania                                                                  | 1 – 5                                                                     | Portogallo                                                                | Qual. Euro 2020                                                           | 4 Cristiano Ronaldo (1 rig.) William Carvalho                              | Cap: C. Ronaldo                                                           |
| 11-10-2019                                                                | Lisbona                                                                   | Portogallo                                                                | 3 – 0                                                                     | Lussemburgo                                                               | Qual. Euro 2020                                                           | Bernardo Silva Cristiano Ronaldo Gonçalo Guedes                            | Cap: C. Ronaldo                                                           |
| 14-10-2019                                                                | Kiev                                                                      | Ucraina                                                                   | 2 – 1                                                                     | Portogallo                                                                | Qual. Euro 2020                                                           | Cristiano Ronaldo (rig.)                                                   | Cap: C. Ronaldo                                                           |
| 14-11-2019                                                                | Faro                                                                      | Portogallo                                                                | 6 – 0                                                                     | Lituania                                                                  | Qual. Euro 2020                                                           | 3 Cristiano Ronaldo (1 rig.) Pizzi Gonçalo Paciência Bernardo Silva        | Cap: C. Ronaldo                                                           |
| 17-11-2019                                                                | Lussemburgo                                                               | Lussemburgo                                                               | 0 – 2                                                                     | Portogallo                                                                | Qual. Euro 2020                                                           | Bruno Fernandes Cristiano Ronaldo                                          | Cap: C. Ronaldo                                                           |
| 5-9-2020                                                                  | Porto                                                                     | Portogallo                                                                | 4 – 1                                                                     | Croazia                                                                   | UEFA Nations League 2020-2021 - 1º turno                                  | João Cancelo Diogo Jota Joao Felix André Silva                             | Cap: J. Moutinho                                                          |
| 8-9-2020                                                                  | Solna                                                                     | Svezia                                                                    | 0 – 2                                                                     | Portogallo                                                                | UEFA Nations League 2020-2021 - 1º turno                                  | 2 Cristiano Ronaldo                                                        | Cap: C. Ronaldo                                                           |
| 7-10-2020                                                                 | Lisbona                                                                   | Portogallo                                                                | 0 – 0                                                                     | Spagna                                                                    | Amichevole                                                                | -                                                                          | Cap: C. Ronaldo                                                           |
| 11-10-2020                                                                | Saint-Denis                                                               | Francia                                                                   | 0 – 0                                                                     | Portogallo                                                                | UEFA Nations League 2020-2021 - 1º turno                                  | -                                                                          | Cap: C. Ronaldo                                                           |
| 14-10-2020                                                                | Lisbona                                                                   | Portogallo                                                                | 3 – 0                                                                     | Svezia                                                                    | UEFA Nations League 2020-2021 - 1º turno                                  | Bernardo Silva 2 Diogo Jota                                                | Cap: Pepe                                                                 |
| 11-11-2020                                                                | Lisbona                                                                   | Portogallo                                                                | 7 – 0                                                                     | Andorra                                                                   | Amichevole                                                                | Pedro Neto 2 Paulinho Renato Sanches autorete Cristiano Ronaldo Joao Felix | Cap: J. Moutinho                                                          |
| 14-11-2020                                                                | Lisbona                                                                   | Portogallo                                                                | 0 – 1                                                                     | Francia                                                                   | UEFA Nations League 2020-2021 - 1º turno                                  | -                                                                          | Cap: C. Ronaldo                                                           |
| 17-11-2020                                                                | Spalato                                                                   | Croazia                                                                   | 2 – 3                                                                     | Portogallo                                                                | UEFA Nations League 2020-2021 - 1º turno                                  | 2 Rúben Dias Joao Felix                                                    | Cap: C. Ronaldo                                                           |
| 24-3-2021                                                                 | Torino                                                                    | Portogallo                                                                | 1 – 0                                                                     | Azerbaigian                                                               | Qual. Mondiali 2022                                                       | autorete                                                                   | Cap: C. Ronaldo                                                           |
| 27-3-2021                                                                 | Belgrado                                                                  | Serbia                                                                    | 2 – 2                                                                     | Portogallo                                                                | Qual. Mondiali 2022                                                       | 2 Diogo Jota                                                               | Cap: C. Ronaldo                                                           |
| 30-3-2021                                                                 | Lussemburgo                                                               | Lussemburgo                                                               | 1 – 3                                                                     | Portogallo                                                                | Qual. Mondiali 2022                                                       | Diogo Jota Cristiano Ronaldo João Palhinha                                 | Cap: C. Ronaldo                                                           |
| 4-6-2021                                                                  | Madrid                                                                    | Spagna                                                                    | 0 – 0                                                                     | Portogallo                                                                | Amichevole                                                                | -                                                                          | Cap: C. Ronaldo                                                           |
| 9-6-2021                                                                  | Lisbona                                                                   | Portogallo                                                                | 4 – 0                                                                     | Israele                                                                   | Amichevole                                                                | Cristiano Ronaldo 2 Bruno Fernandes João Cancelo                           | Cap: C. Ronaldo                                                           |
| 15-6-2021                                                                 | Budapest                                                                  | Ungheria                                                                  | 0 – 3                                                                     | Portogallo                                                                | Euro 2020 - 1º turno                                                      | Raphaël Guerreiro 2 Cristiano Ronaldo (1 rig.)                             | Cap: C. Ronaldo                                                           |
| 19-6-2021                                                                 | Monaco di Baviera                                                         | Portogallo                                                                | 2 – 4                                                                     | Germania                                                                  | Euro 2020 - 1º turno                                                      | Cristiano Ronaldo Diogo Jota                                               | Cap: C. Ronaldo                                                           |
| 23-6-2021                                                                 | Budapest                                                                  | Portogallo                                                                | 2 – 2                                                                     | Francia                                                                   | Euro 2020 - 1º turno                                                      | 2 Cristiano Ronaldo (2 rig.)                                               | Cap: C. Ronaldo                                                           |
| 27-6-2021                                                                 | Siviglia                                                                  | Belgio                                                                    | 1 – 0                                                                     | Portogallo                                                                | Euro 2020 - Ottavi di finale                                              | -                                                                          | Cap: C. Ronaldo                                                           |
| 1-9-2021                                                                  | Faro                                                                      | Portogallo                                                                | 2 – 1                                                                     | Irlanda                                                                   | Qual. Mondiali 2022                                                       | 2 Cristiano Ronaldo                                                        | Cap: C. Ronaldo                                                           |
| 4-9-2021                                                                  | Debrecen                                                                  | Qatar                                                                     | 1 – 3                                                                     | Portogallo                                                                | Amichevole                                                                | Andre Silva Otavio Bruno Fernandes (rig.)                                  | Cap: J.Moutinho                                                           |
| 7-9-2021                                                                  | Baku                                                                      | Azerbaigian                                                               | 0 – 3                                                                     | Portogallo                                                                | Qual. Mondiali 2022                                                       | Bernardo Silva Andre Silva Diogo Jota                                      | Cap: R.Patricio                                                           |
| 9-10-2021                                                                 | Faro                                                                      | Portogallo                                                                | 3 – 0                                                                     | Qatar                                                                     | Amichevole                                                                | Cristiano Ronaldo José Fonte Andre Silva                                   | Cap: C.Ronaldo                                                            |
| 12-10-2021                                                                | Faro                                                                      | Portogallo                                                                | 5 – 0                                                                     | Lussemburgo                                                               | Qual. Mondiali 2022                                                       | 3 Cristiano Ronaldo 2 (rig.) Bruno Fernandes Joao Palhinha                 | Cap: C.Ronaldo                                                            |
| 11-11-2021                                                                | Dublino                                                                   | Irlanda                                                                   | 0 – 0                                                                     | Portogallo                                                                | Qual. Mondiali 2022                                                       | -                                                                          | Cap: C.Ronaldo                                                            |
| 14-11-2021                                                                | Lisbona                                                                   | Portogallo                                                                | 1 – 2                                                                     | Serbia                                                                    | Qual. Mondiali 2022                                                       | Renato Sanches                                                             | Cap: C.Ronaldo                                                            |
| 24-3-2022                                                                 | Porto                                                                     | Portogallo                                                                | 3 – 1                                                                     | Turchia                                                                   | Qual. Mondiali 2022                                                       | Otavio Diogo Jota Matheus Nunes                                            | Cap: C. Ronaldo                                                           |
| 29-3-2022                                                                 | Porto                                                                     | Portogallo                                                                | 2 – 0                                                                     | Macedonia del Nord                                                        | Qual. Mondiali 2022                                                       | 2 Bruno Fernandes                                                          | Cap: C. Ronaldo                                                           |
| 2-6-2022                                                                  | Siviglia                                                                  | Spagna                                                                    | 1 – 1                                                                     | Portogallo                                                                | UEFA Nations League 2022-2023 - 1º turno                                  | Ricardo Horta                                                              | Cap: J. Moutinho                                                          |
| 5-6-2022                                                                  | Lisbona                                                                   | Portogallo                                                                | 4 – 0                                                                     | Svizzera                                                                  | UEFA Nations League 2022-2023 - 1º turno                                  | William Carvalho 2 Cristiano Ronaldo João Cancelo                          | Cap: C. Ronaldo                                                           |
| 9-6-2022                                                                  | Lisbona                                                                   | Portogallo                                                                | 2 – 0                                                                     | Rep. Ceca                                                                 | UEFA Nations League 2022-2023 - 1º turno                                  | João Cancelo Gonçalo Guedes                                                | Cap: C. Ronaldo                                                           |
| 12-6-2022                                                                 | Ginevra                                                                   | Svizzera                                                                  | 1 – 0                                                                     | Portogallo                                                                | UEFA Nations League 2022-2023 - 1º turno                                  | -                                                                          | Cap: Pepe                                                                 |
| 24-9-2022                                                                 | Praga                                                                     | Rep. Ceca                                                                 | 0 – 4                                                                     | Portogallo                                                                | UEFA Nations League 2022-2023 - 1º turno                                  | 2 Diogo Dalot Bruno Fernandes Diogo Jota                                   | Cap: C. Ronaldo                                                           |
| 27-9-2022                                                                 | Braga                                                                     | Portogallo                                                                | 0 – 1                                                                     | Spagna                                                                    | UEFA Nations League 2022-2023 - 1º turno                                  | -                                                                          | Cap: C. Ronaldo                                                           |
| 17-11-2022                                                                | Lisbona                                                                   | Portogallo                                                                | 4 – 0                                                                     | Nigeria                                                                   | Amichevole                                                                | 2 Bruno Fernandes 1 (rig.) Gonçalo Ramos Joao Mario                        | Cap: R. Patricio                                                          |
| 24-11-2022                                                                | Doha                                                                      | Portogallo                                                                | 3 – 2                                                                     | Ghana                                                                     | Mondiali 2022 - 1º turno                                                  | Cristiano Ronaldo (rig.) Joao Felix Rafael Leão                            | Cap: C. Ronaldo                                                           |
| 28-11-2022                                                                | Lusail                                                                    | Portogallo                                                                | 2 – 0                                                                     | Uruguay                                                                   | Mondiali 2022 - 1º turno                                                  | 2 Bruno Fernandes 1 (rig.)                                                 | Cap: C. Ronaldo                                                           |
| 2-12-2022                                                                 | Al Rayyan                                                                 | Corea del Sud                                                             | 2 – 1                                                                     | Portogallo                                                                | Mondiali 2022 - 1º turno                                                  | Ricardo Horta                                                              | Cap: C. Ronaldo                                                           |
| 6-12-2022                                                                 | Lusail                                                                    | Portogallo                                                                | 6 – 1                                                                     | Svizzera                                                                  | Mondiali 2022 - Ottavi di finale                                          | 3 Gonçalo Ramos Pepe Raphaël Guerreiro Rafael Leão                         | Cap: Pepe                                                                 |
| 10-12-2022                                                                | Doha                                                                      | Marocco                                                                   | 1 – 0                                                                     | Portogallo                                                                | Mondiali 2022 - Quarti di finale                                          | -                                                                          | Cap: Pepe                                                                 |
| Totale                                                                    |                                                                           | Presenze                                                                  | 109                                                                       |                                                                           | Reti                                                                      | 226                                                                        |                                                                           |

#### Nazionale polacca nel dettaglio
| 2023           | Polonia        | Qual. Europeo 2024 | Esonerato durante la fase | 5 | 2 | 0 | 3 | 40,00   | 6 | 8 | -2 |
| 2023           | Polonia        | Amichevoli         |                           | 1 | 1 | 0 | 0 | 100,00& | 1 | 0 | +1 |
| Totale Polonia | Totale Polonia | Totale Polonia     | Totale Polonia            | 6 | 3 | 0 | 3 | 50,00   | 7 | 8 | -1 |

#### Panchine da commissario tecnico della nazionale polacca
| Cronologia completa delle presenze e delle reti in nazionale ― Polonia | Cronologia completa delle presenze e delle reti in nazionale ― Polonia | Cronologia completa delle presenze e delle reti in nazionale ― Polonia | Cronologia completa delle presenze e delle reti in nazionale ― Polonia | Cronologia completa delle presenze e delle reti in nazionale ― Polonia | Cronologia completa delle presenze e delle reti in nazionale ― Polonia | Cronologia completa delle presenze e delle reti in nazionale ― Polonia | Cronologia completa delle presenze e delle reti in nazionale ― Polonia |
| Data                                                                   | Città                                                                  | In casa                                                                | Risultato                                                              | Ospiti                                                                 | Competizione                                                           | Reti                                                                   | Note                                                                   |
| ---------------------------------------------------------------------- | ---------------------------------------------------------------------- | ---------------------------------------------------------------------- | ---------------------------------------------------------------------- | ---------------------------------------------------------------------- | ---------------------------------------------------------------------- | ---------------------------------------------------------------------- | ---------------------------------------------------------------------- |
| 24-3-2023                                                              | Praga                                                                  | Rep. Ceca                                                              | 3 – 1                                                                  | Polonia                                                                | Qual. Euro 2024                                                        | Damian Szymański                                                       | Cap: R.Lewandowski                                                     |
| 27-3-2023                                                              | Varsavia                                                               | Polonia                                                                | 1 – 0                                                                  | Albania                                                                | Qual. Euro 2024                                                        | Karol Świderski                                                        | Cap: R.Lewandowski                                                     |
| 16-6-2023                                                              | Varsavia                                                               | Polonia                                                                | 1 – 0                                                                  | Germania                                                               | Amichevole                                                             | Jakub Kiwior                                                           | Cap: J.Błaszczykowski                                                  |
| 20-6-2023                                                              | Chișinău                                                               | Moldavia                                                               | 3 – 2                                                                  | Polonia                                                                | Qual. Euro 2024                                                        | Arkadiusz Milik Robert Lewandowski                                     | Cap: R.Lewandowski                                                     |
| 7-9-2023                                                               | Varsavia                                                               | Polonia                                                                | 2 – 0                                                                  | Fær Øer                                                                | Qual. Euro 2024                                                        | 2 Robert Lewandowski                                                   | Cap: R.Lewandowski                                                     |
| 10-9-2023                                                              | Tirana                                                                 | Albania                                                                | 2 – 0                                                                  | Polonia                                                                | Qual. Euro 2024                                                        | -                                                                      | Cap: R.Lewandowski                                                     |
| Totale                                                                 |                                                                        | Presenze                                                               | 6                                                                      |                                                                        | Reti                                                                   | 7                                                                      |                                                                        |

#### Nazionale azera nel dettaglio
| 2024              | Azerbaigian       | UEFA Nations League 2024-2025 | 4° nel gruppo 1, retrocesso in Lega D | 6 | 0 | 1 | 5 | &0,00 | 3 | 17 | -14 |
| 2025              | Azerbaigian       | Qual.Mondiali 2026            | nel gruppo D                          | 0 | 0 | 0 | 0 | —     | 0 | 0  | +0  |
| Dal 2024          | Azerbaigian       | Amichevoli                    |                                       | 2 | 0 | 0 | 2 | &0,00 | 0 | 5  | -5  |
| Totale Azerbaijan | Totale Azerbaijan | Totale Azerbaijan             | Totale Azerbaijan                     | 8 | 0 | 1 | 7 | 0,00  | 3 | 22 | -19 |

#### Panchine da commissario tecnico della nazionale azera
| Cronologia completa delle presenze e delle reti in nazionale ― Azerbaigian | Cronologia completa delle presenze e delle reti in nazionale ― Azerbaigian | Cronologia completa delle presenze e delle reti in nazionale ― Azerbaigian | Cronologia completa delle presenze e delle reti in nazionale ― Azerbaigian | Cronologia completa delle presenze e delle reti in nazionale ― Azerbaigian | Cronologia completa delle presenze e delle reti in nazionale ― Azerbaigian | Cronologia completa delle presenze e delle reti in nazionale ― Azerbaigian | Cronologia completa delle presenze e delle reti in nazionale ― Azerbaigian |
| Data                                                                       | Città                                                                      | In casa                                                                    | Risultato                                                                  | Ospiti                                                                     | Competizione                                                               | Reti                                                                       | Note                                                                       |
| -------------------------------------------------------------------------- | -------------------------------------------------------------------------- | -------------------------------------------------------------------------- | -------------------------------------------------------------------------- | -------------------------------------------------------------------------- | -------------------------------------------------------------------------- | -------------------------------------------------------------------------- | -------------------------------------------------------------------------- |
| 5-9-2024                                                                   | Baku                                                                       | Azerbaigian                                                                | 1 – 3                                                                      | Svezia                                                                     | UEFA Nations League 2024-2025 - Lega C                                     | Renat Dadaşov                                                              | Cap: E.Mahmudov                                                            |
| 8-9-2024                                                                   | Kosice                                                                     | Slovacchia                                                                 | 2 – 0                                                                      | Azerbaigian                                                                | UEFA Nations League 2024-2025 - Lega C                                     | -                                                                          | Cap: E.Camalov                                                             |
| 11-10-2024                                                                 | Tallinn                                                                    | Estonia                                                                    | 3 – 1                                                                      | Azerbaigian                                                                | UEFA Nations League 2024-2025 - Lega C                                     | Toral Bayramov (rig.)                                                      | Cap: A.Huseynov                                                            |
| 14-10-2024                                                                 | Baku                                                                       | Azerbaigian                                                                | 1 – 3                                                                      | Slovacchia                                                                 | UEFA Nations League 2024-2025 - Lega C                                     | Toral Bayramov                                                             | Cap: B.Huseynov                                                            |
| 16-11-2024                                                                 | Gabala                                                                     | Azerbaigian                                                                | 0 – 0                                                                      | Estonia                                                                    | UEFA Nations League 2024-2025 - Lega C                                     | -                                                                          | Cap: B.Huseynov                                                            |
| 19-11-2024                                                                 | Solna                                                                      | Svezia                                                                     | 6 – 0                                                                      | Azerbaigian                                                                | UEFA Nations League 2024-2025 - Lega C                                     | -                                                                          | Cap: B.Huseynov                                                            |
| 22-3-2025                                                                  | Sumqayit                                                                   | Azerbaigian                                                                | 0 – 3                                                                      | Haiti                                                                      | Amichevole                                                                 | -                                                                          | Cap: B.Huseynov                                                            |
| 25-3-2025                                                                  | Masazir                                                                    | Azerbaigian                                                                | 0 – 2                                                                      | Bielorussia                                                                | Amichevole                                                                 | -                                                                          | Cap: B.Mustafazada                                                         |
| Totale                                                                     |                                                                            | Presenze                                                                   | 8                                                                          |                                                                            | Reti                                                                       | 3                                                                          |                                                                            |

## Palmarès

### Giocatore
- Taça Ribeiro dos Reis: 1

Benfica: 1970-1971
- Segunda Divisão: 1

Estoril Praia: 1974-1975

### Allenatore

#### Club
- Campionato portoghese: 1

Porto: 1998-1999
- Coppa del Portogallo: 2

Porto: 1999-2000, 2000-2001
- Supercoppa di Portogallo: 2

Porto: 1998, 1999
- Coppa di Grecia: 1

AEK Atene: 2001-2002

#### Nazionale
- Campionato d'Europa: 1

Portogallo: Francia 2016
- UEFA Nations League: 1

Portogallo: 2018-2019

#### Individuale
- Miglior Allenatore dell'anno del campionato greco: 4

2002, 2005, 2009, 2010
- Globe Soccer Awards: 1

Miglior allenatore dell'anno: 2016
- Commissario tecnico dell'anno IFFHS: 2

2016, 2019